# Josip Jurčič

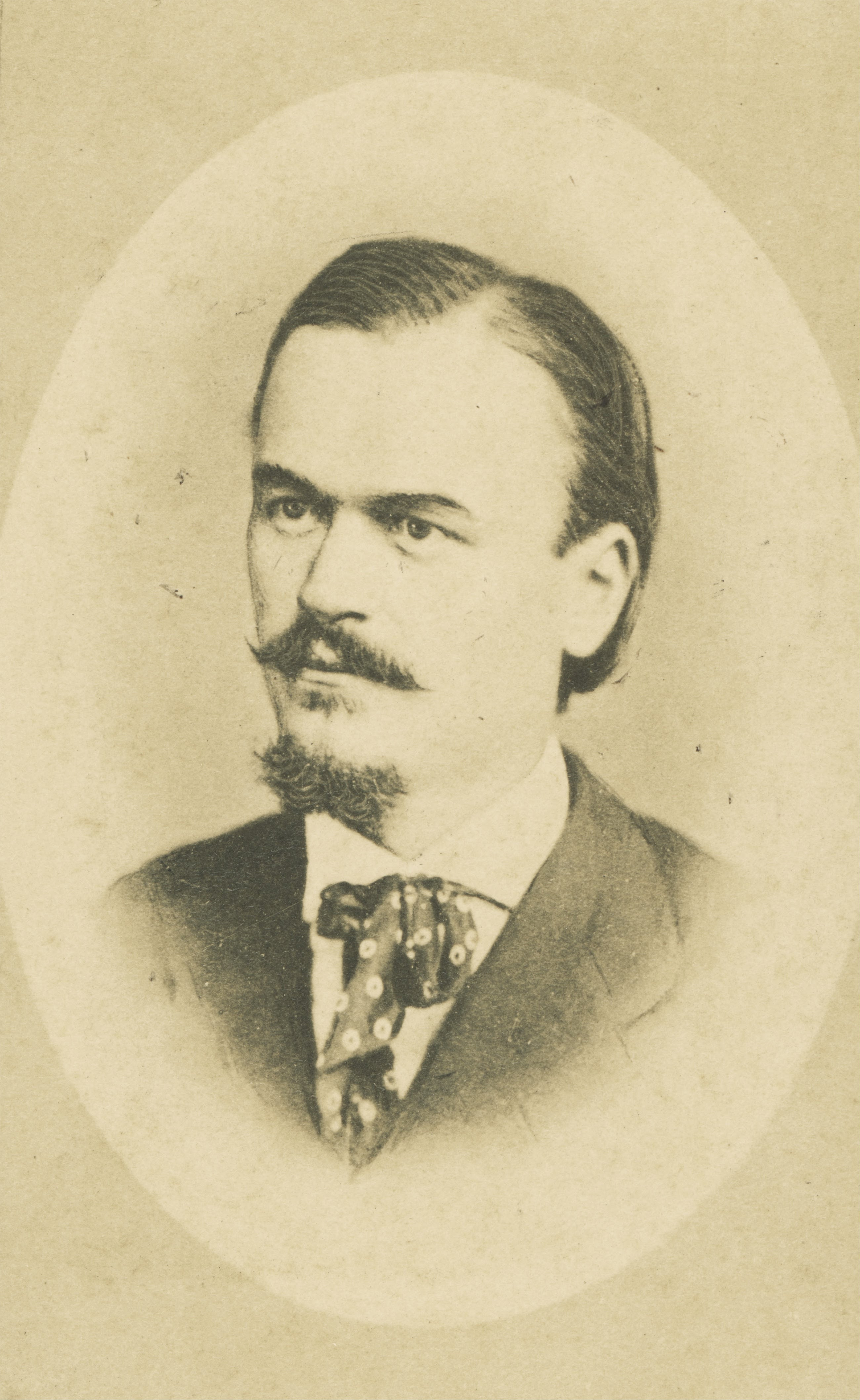
Josip Jurčič

Josip Jurčič, född 4 mars 1844 i Muljava i Slovenien, död 3 maj 1881 i Ljubljana, var en viktig slovensk författare inom den realistiska litteraturen. Hans roman Deseti brat (Den tionde brodern) betraktas som den första slovenska romanen. Den publicerades i den litterära samlingen Cvetje iz domačih in tujih logov (Blommor från inhemska och främmande lundar) 1866. Romanen Deseti brat finns även som film.

## Liv och verk
Spomini na deda (Minnen av gammelfar) som publicerades 1865, grundas på berättelser som Jurčič gammelfar berättade för honom. Han tros ha hittat inspirationen till sin författarstil hos olika författare och folkprosa. Författare som till exempel Fran Levstik blev Jurčič inspirerad av. Jurčič barndomsstad Muljava låg nära bergen. Där lyssnade han på sagor och lära sig traditioner. Han anses ha lärt sig att uppskatta den enkla människan på landsbygden som blev en del av honom. Jurčič tros ha älskat sitt folk och sin nationalitet. Den första berättelsen Jurčič publicerade heter Pripovedka o beli kači (Berättelsen om den vita ormen). Han publicerade den när han var 17 år gammal. Han studerade slaviska och klassiska språk i Wien. Efter det gav han ut många andra verk som: skildringen Jurij Kozjak (1864), genom förlaget Mohorjeva družba och skildringen Domen(1864) i och den litterära tidskriften Slovenski oglasnik. Josip Jurčič började också som redaktörsassisten för tidningen Slovenski narod i Maribor men flyttade efter två år till Ljubljana där han blev redaktör och ansvarig utgivare till dagen då han avled. Innan hand dog kämpade han för att bli frisk från en lungsjukdom i två år. De nationella rättigheterna och kampen för att uppnå dem, var troligen det viktigaste för ungslovener som Jurčič. Det finns en staty av honom i den slovenska staden Maribor.

## Verk i urval
- Skildringen Sosedov sin(Grannens son) i antologin Mladika, tillsammans med Josip Stritar och Fran Levstik.
- De korta berättelserna Telečja pečenka (Kalvsteken), publicerades 1872.
- Romanen  Doktor Zober.
- Romanen Med dvema stoloma (Mellan två stolar).
- Romanen Lepa Vida (Vackra Vida), publicerades 1877.
- Romanen Cvet in sad (Blomma och frukt), publicerades 1877. .
- Romanen Tugomer, en tragedi som bearbetades av Fran Levstik, publicerades 1876.